# Giorgi Mch'edlishvili
Giorgi Mch'edlishvili (in georgiano გიორგი მჭედლიშვილი?; Tbilisi, 18 gennaio 1992) è un calciatore georgiano, difensore del Samt'redia.

## Palmarès

### Club

#### Competizioni nazionali
- Supercoppa di Georgia: 3

Dinamo Tbilisi: 2014
Samt'redia: 2017
T'orp'edo Kutaisi: 2024
- Campionato georgiano: 1

Samt'redia: 2016
- Druga hrvatska nogometna liga: 1

HNK Gorica: 2017-2018
- Coppa di Georgia: 1

T'orp'edo Kutaisi: 2022